# LGBT práva v Libyi

LGBT mapa Libye

Lesby, gayové, bisexuálové a transsexuálové (LGBT) se v Libyi setkávají s právními obtížemi, s nimiž většinová společnost nemá zkušenosti. Mužská i ženská stejnopohlavní sexuální aktivita je zde ilegální.

## Trestní zákony
Libyjský trestní zákoník zapovídá veškerou sexuální aktivitu konanou mimo manželství. Dobrovolná sexuální aktivita mezi osobami téhož pohlaví je trestná.
V 90. letech libyjský vůdce Muammar Kaddáfí začal přijímat kontroverzní zákony krutě uplatňující právo šaría na občanech země. Justiční orgány tak získaly pravomoc trestat amputacemi končetin, bičováním a dalšími nehumánními tresty kohokoli, kdo by jednal v rozporu s tradiční islámskou morálkou.
V r. 2010 gay internetový blog Gay Middle East' publikoval příběh dvou mužů odsouzených za obscénní praktiky, mezi něž v Libyi patří crossdressing a homosexuální chování.
Ženská homosexualita je ilegální stejně jako mužská, což je vidět i na chování a společenském postoji libyjského obyvatelstva. Negativní postoj k lesbismu lze potvrdit na případu homosexuální dívky žádající o azyl ve Francii po uvěznění, nápravném znásilnění a následnému předání rodině k vynucení vstupu do manželství, poté co prostřednictvím informačních technologií provedla svůj coming out.

## Hnutí za LGBT práva
Vláda oficiálně zakazuje veškerou veřejnou diskusi a boj za LGBT práva. Jakýkoliv pokus o to je vyhodnocen jako zločin proti tradiční islámské morálce.
V r. 2003 Kaddáfí prohlásil svojí důvěru tvrzení, že chráněný vaginální styk je správnou prevencí před nákazou HIV/AIDS.
V únoru 2012 vyvolal v OSN poprask projev libyjského zástupce tvrdícího, že homosexuálové jsou zdrojem zkázy lidstva.

## Životní podmínky
| Legální stejnopohlavní styk                                                  | (Trest: 1-4 roky vězení) |
| Stejný legální věk způsobilosti k pohlavnímu styku pro obě orientace         | No                       |
| Anti-diskriminační zákony v zaměstnání                                       | No                       |
| Anti-diskriminační zákony ve službách a zboží                                | No                       |
| Anti-diskriminační zákony v ostatních oblastech(urážky, zločiny z nenávisti) | No                       |
| Stejnopohlavní manželství                                                    | No                       |
| Jiná forma stejnopohlavního soužití                                          | No                       |
| Adopce dítěte partnera                                                       | No                       |
| Společná adopce                                                              | No                       |
| Gayové mohou sloužit v armádě                                                | No                       |
| Možnost změny pohlaví                                                        | No                       |
| Možnost umělého oplodnění pro lesbické ženy                                  | No                       |
| Náhradní mateřství pro gay páry                                              | No                       |